# Clare Daly
Clare Daly (ur. 16 kwietnia 1968 w Newbridge) – irlandzka polityk i samorządowiec, posłanka do Dáil Éireann, deputowana do Parlamentu Europejskiego IX kadencji.

## Życiorys
Ukończyła studia z zakresu księgowości i finansów na Dublin City University, była przewodniczącą uczelnianej organizacji studenckiej. Pracowała w sekcji cateringowej linii lotniczych Aer Lingus, zajęła się też działalnością związkową.
Była działaczką Partii Socjalistycznej. Kilkakrotnie z jej ramienia bez powodzenia kandydowała do niższej izby irlandzkiego parlamentu w jednym z okręgów w Dublinie. Od 1999 była wybierana natomiast do rady okręgu Fingal. Organizatorka różnych kampanii i protestów społecznych. Za naruszenie w czasie protestów przeciwko wprowadzaniu opłat lokalnych nakazu sądowego została w 2003 skazana na karę jednego miesiąca aresztu.
W 2011 po raz pierwszy została wybrana do Dáil Éireann. W 2012 opuściła socjalistów, a w 2013 współtworzyła nową partię pod nazwą United Left. Dołączyła później do ruchu politycznego Independents 4 Change. W 2016 pod jego szyldem z powodzeniem ubiegała się o reelekcję. W 2019 uzyskała natomiast mandat posłanki do Parlamentu Europejskiego IX kadencji.